# Aglaia (mythologie)
Aglaia (Grieks voor 'pracht') (ook wel gespeld als Aglaja of Aglaea) was in de Griekse mythologie de jongste van de drie Charites of gratiën. De gratiën personifieerden de schoonheid, vruchtbaarheid, creativiteit en charme. Op sommige plaatsen werden ze door kunstenaars evenveel vereerd als de negen muzen.
Volgens de Ilias was Aglaia de dochter van Asclepius en was ze getrouwd met Hephaestus. Andere bronnen vermelden Zeus als vader. Aglaia baarde Charopus een zoon, Nireus.